# Sarati le terrible (film, 1937)
 (août 2024).
Si vous disposez d'ouvrages ou d'articles de référence ou si vous connaissez des sites web de qualité traitant du thème abordé ici, merci de compléter l'article en donnant les références utiles à sa vérifiabilité et en les liant à la section « Notes et références ».
Pour plus de détails, voir Fiche technique et Distribution.
Sarati Le Terrible est un film français réalisé par André Hugon, sorti en 1937. 

## Synopsis
César Sarati qui rançonne les dockers dans le port d'Alger, tombe amoureux de sa nièce Rose. Mais celle-ci aime Gilbert, un ancien joueur invétéré qui par amour pour elle, change de vie.

## Fiche technique
- Titre original : Sarati Le Terrible
- Réalisation : André Hugon
- Scénario : Jacques Constant, d'après l'œuvre de Jean Vignaud
- Décors : Émile Duquesne (Studios François 1er)
- Photographie : Marc Bujard et Tahar Hannache
- Son : Marcel Royné (système Hawadier)
- Copie sonore : Éclair tirage
  - Assistante : Georgette Letourneur
- Musique : Vincent Scotto et Jacques Janin (Éditions Salabert), Mahieddine Bachtarzi
  - Direction musicale : Louis Wins
- Montage : Fanchette Mazin
- Société de production : Les Films André Hugon
- Distribution : Gallic-film pour la Grande Région Parisienne et l'Alsace Lorraine
- Pays de production : France
- Format : Noir et blanc
- Genre : drame
- Durée : 102 minutes
- Date de sortie : 30 juillet 1937
- Affiche : Constantin Belinsky (France)

## Distribution
- Harry Baur : César Sarati
- Jacqueline Laurent : Rose
- Georges Rigaud : Gilbert de Kéradec
- Rika Radifé : Remedios
- Marcel Dalio : Benoît
- Jean Tissier : Beppo
- Charles Granval : Jean Hudelot
- Pierre de Guingand : Berneville
- Yvonne Hébert : Maryse
- Jeanne Helbling : Rosy, l'amie de Berneville
- Louis Eymond : l'ami de Berneville
- Rachid Ksentini : Ahmed (crédité sous « L'acteur-poète arabe »)
- Nadine Picard : Alice